# Ferula taucumica
Ferula taucumica är en flockblommig växtart som beskrevs av M.S. Bajtenov. Ferula taucumica ingår i släktet stinkflokesläktet, och familjen flockblommiga växter. Inga underarter finns listade i Catalogue of Life.